# Penstemon bicolor
Penstemon bicolor är en grobladsväxtart som först beskrevs av Brandeg., och fick sitt nu gällande namn av Ira Waddell Clokey och Karl Keck. Penstemon bicolor ingår i släktet penstemoner, och familjen grobladsväxter.

## Underarter
Arten delas in i följande underarter:
- P. b. bicolor
- P. b. roseus

## Bildgalleri

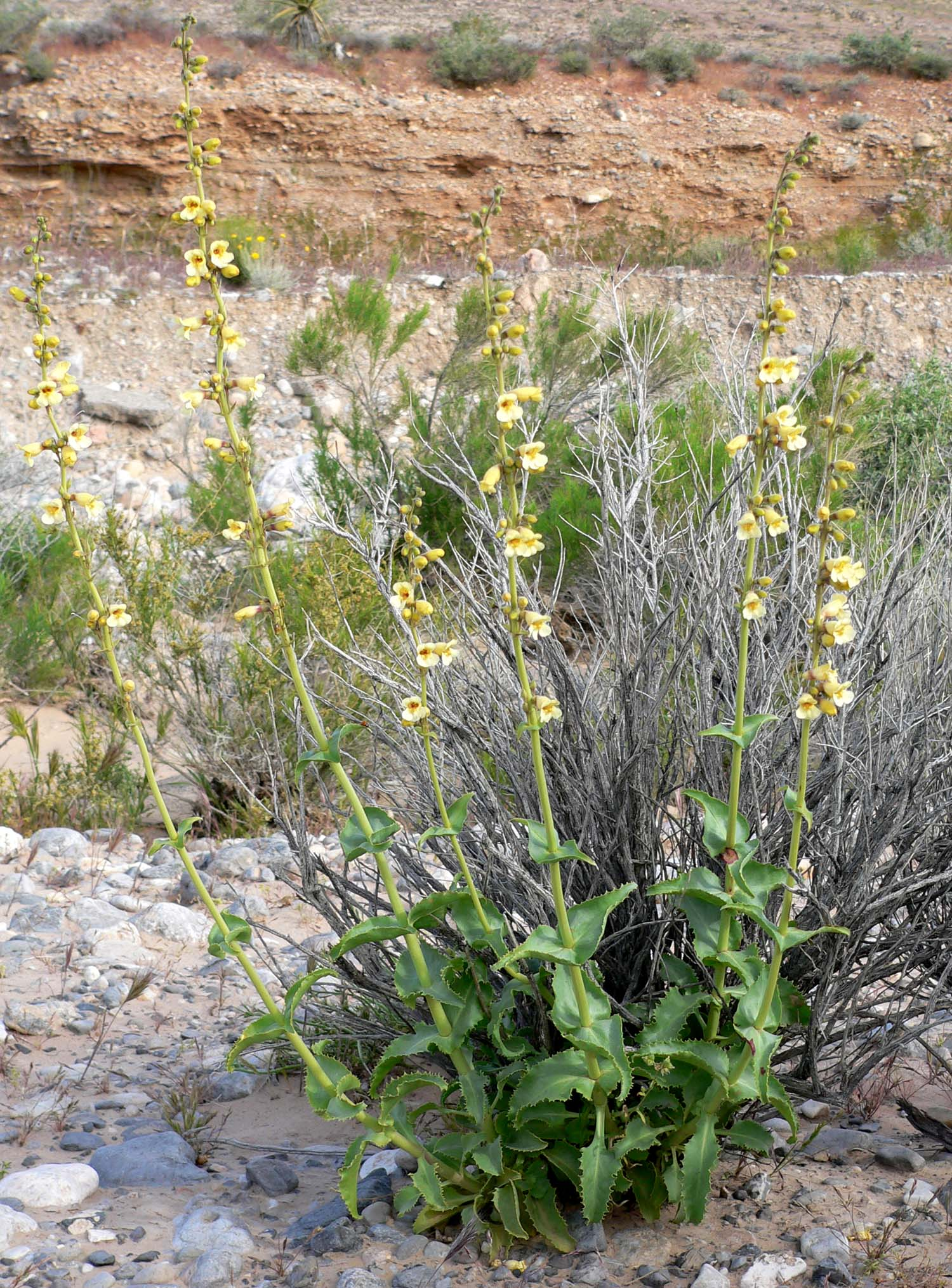
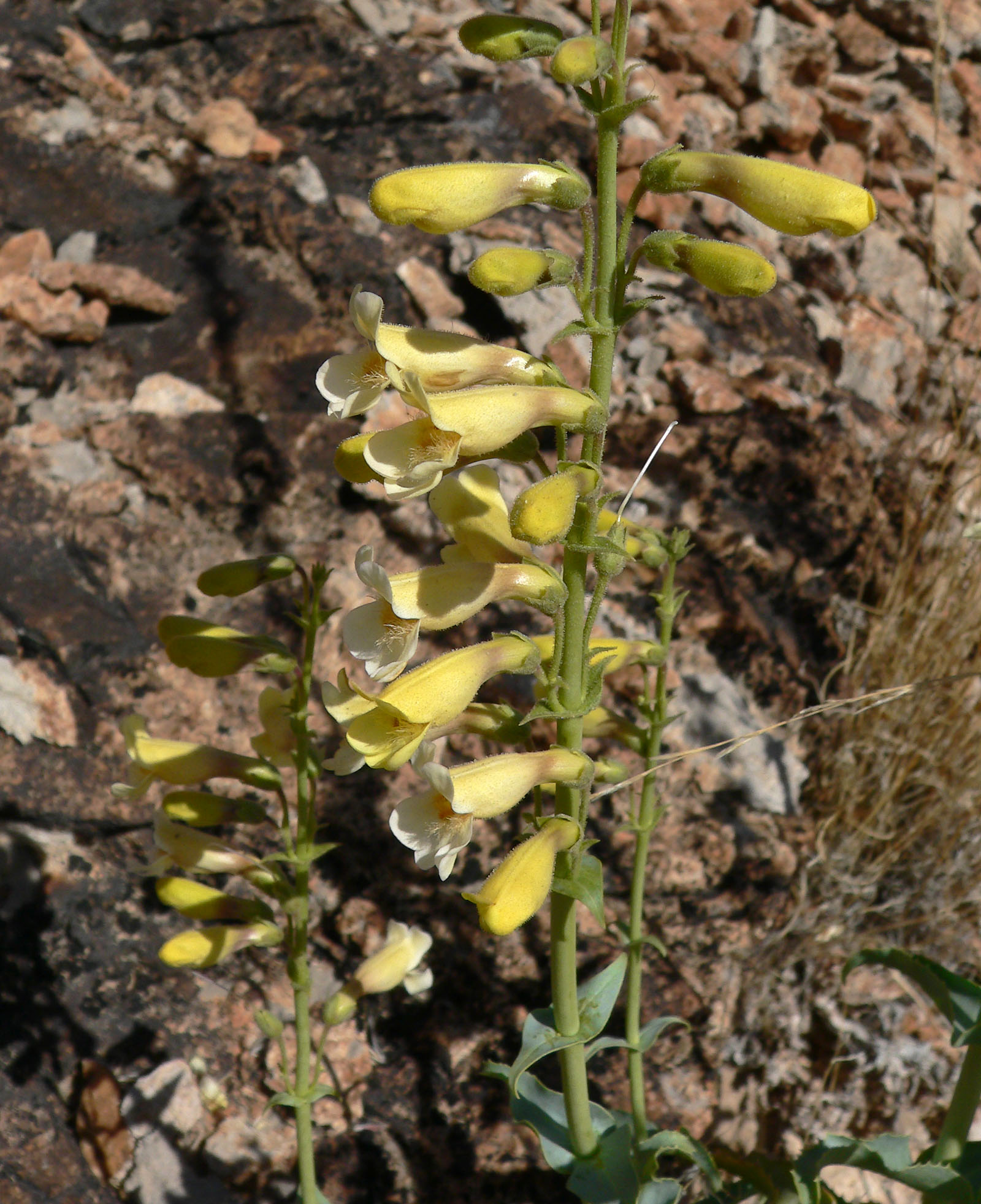
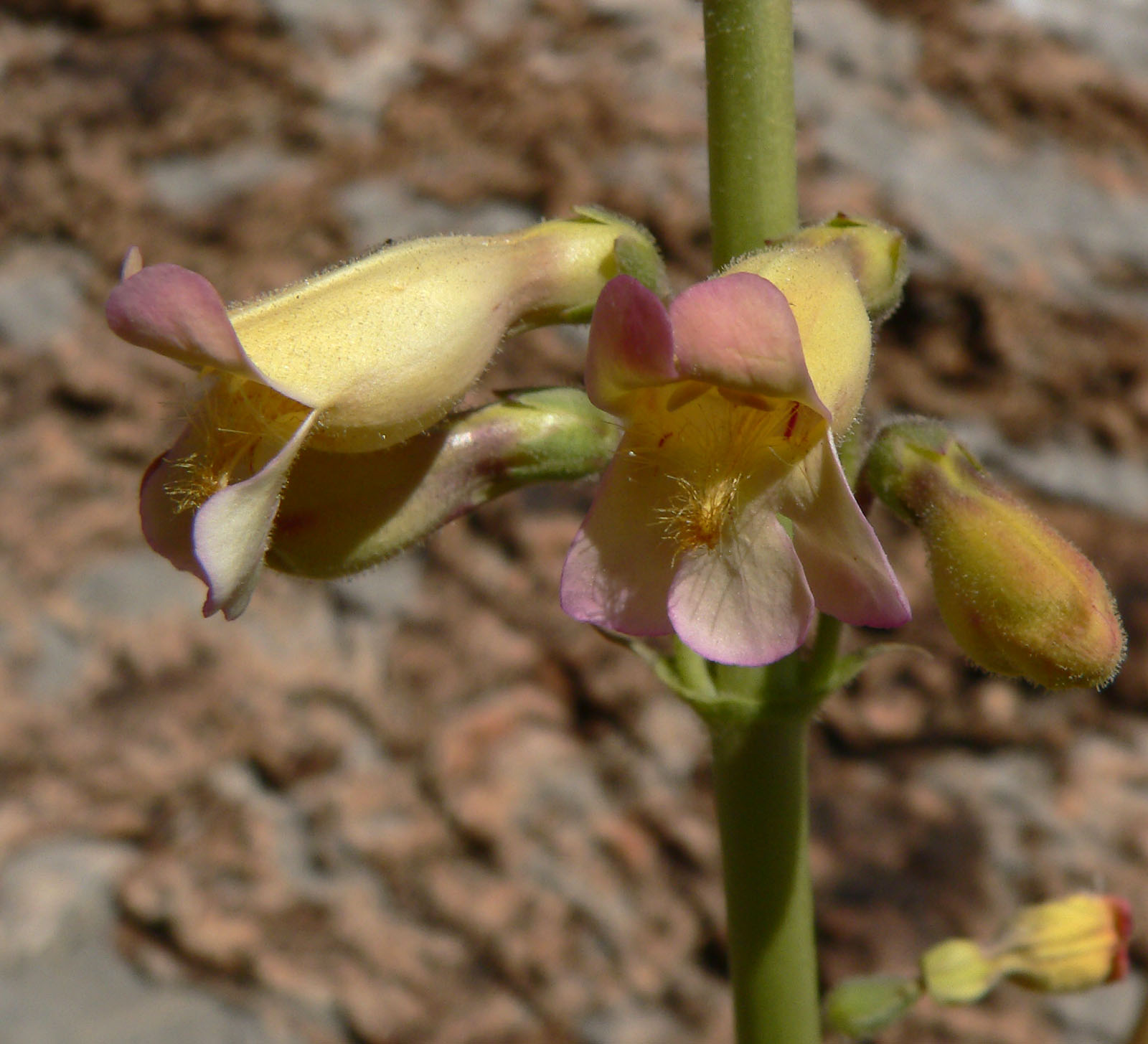
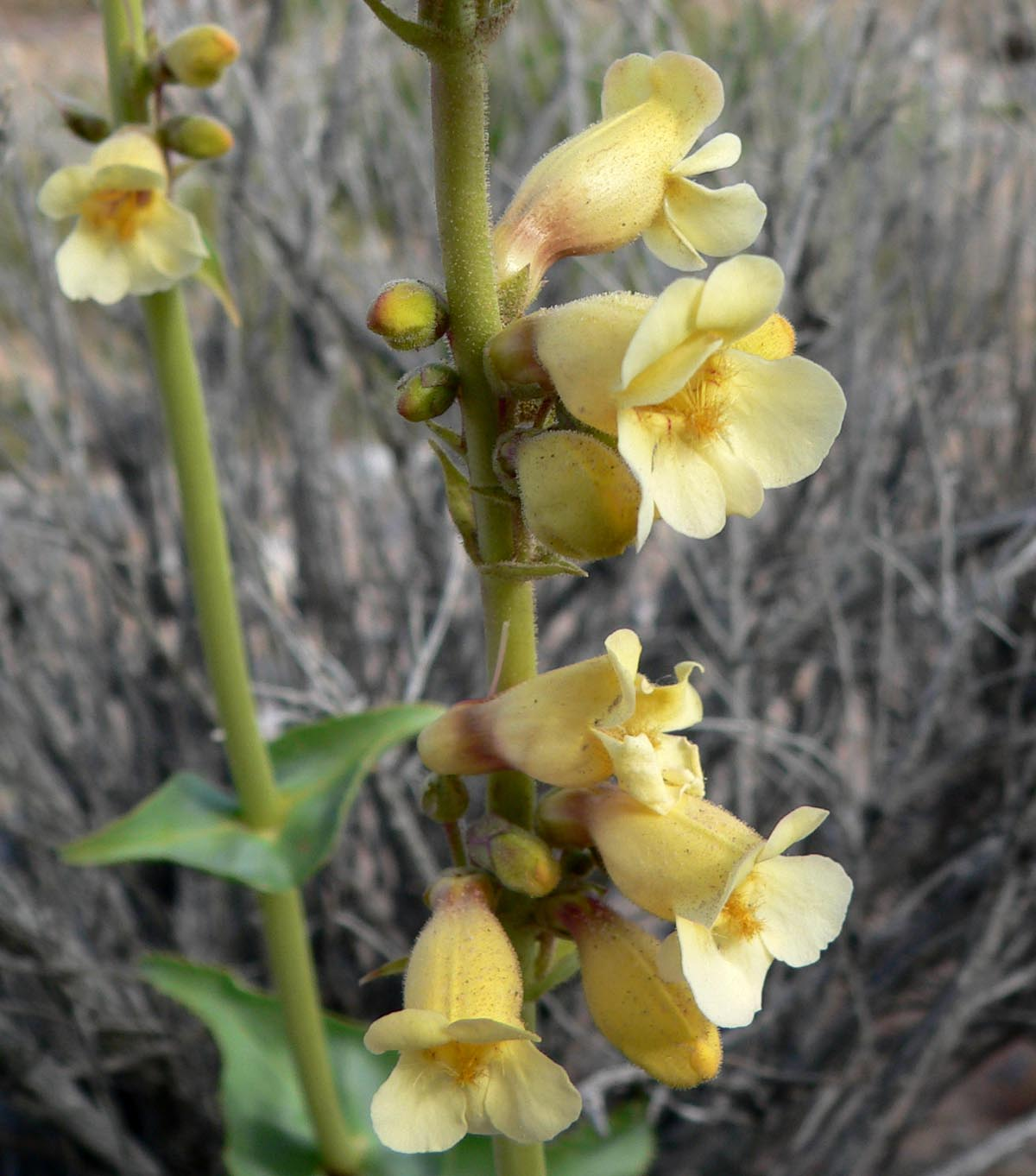
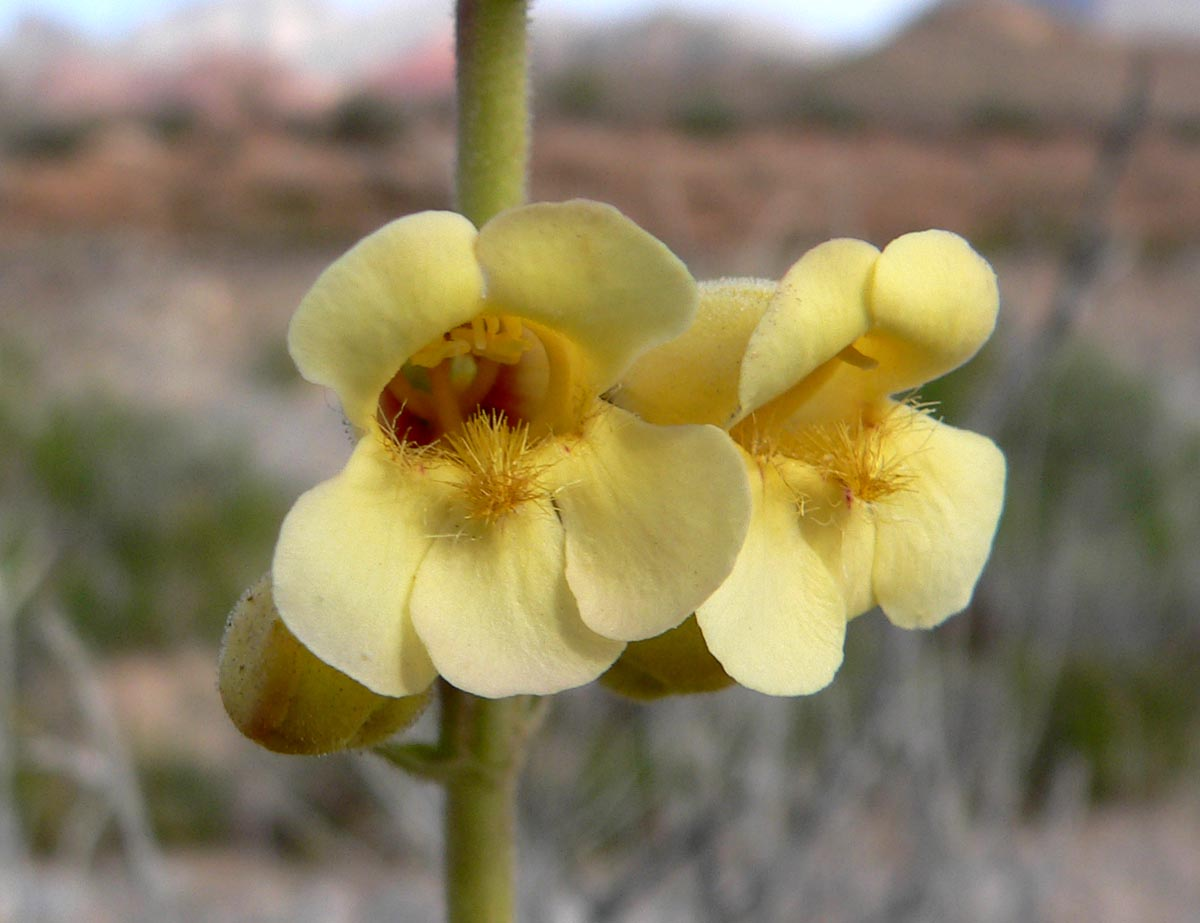
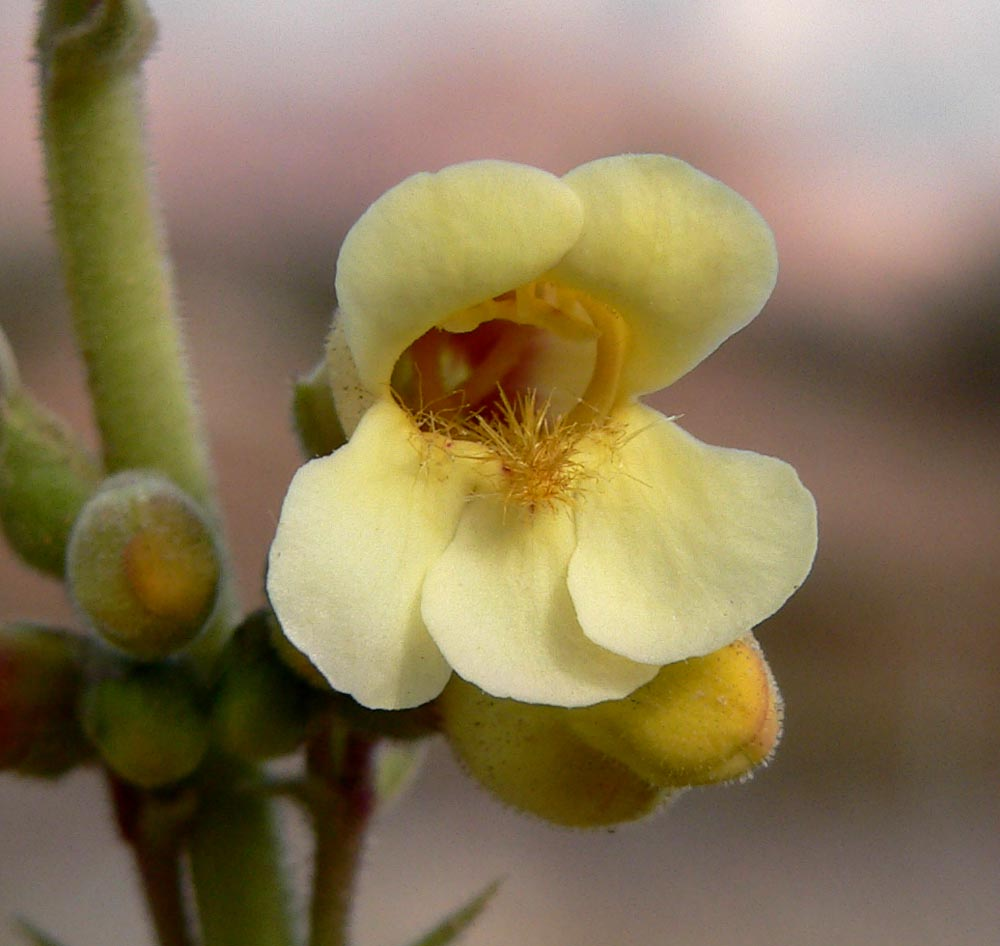